# Lance Kerwin
Lance Michael Kerwin (Newport Beach, California, 6 de noviembre de 1960-San Clemente, California, 24 de enero de 2023) fue un actor estadounidense de cine y televisión.

## Biografía
Nacido en Newport Beach en 1960, Kerwin obtuvo reconocimiento principalmente por su trabajo como actor infantil en la década de 1970. Interpretó papeles protagónicos en la serie James at 15 y en las películas para televisión The Loneliest Runner y Salem's Lot.
Falleció en San Clemente, California el 24 de enero de 2023, a los 62 años.

## Filmografía seleccionada

### Cine y televisión
- Outbreak (1995)
- Final Verdict (1991)
- Murder She Wrote Seal of the Confessional (1989)
- The Fourth Wise Man (1985)
- Mark Twain Classics The Mysterious Stranger (1982)
- Salem's Lot (1979)
- The Bionic Woman (1977)
- Gunsmoke, episodio "There Fires of Ignorance" (1975)
- Emergency! (1973)